# D40 (hunebed)

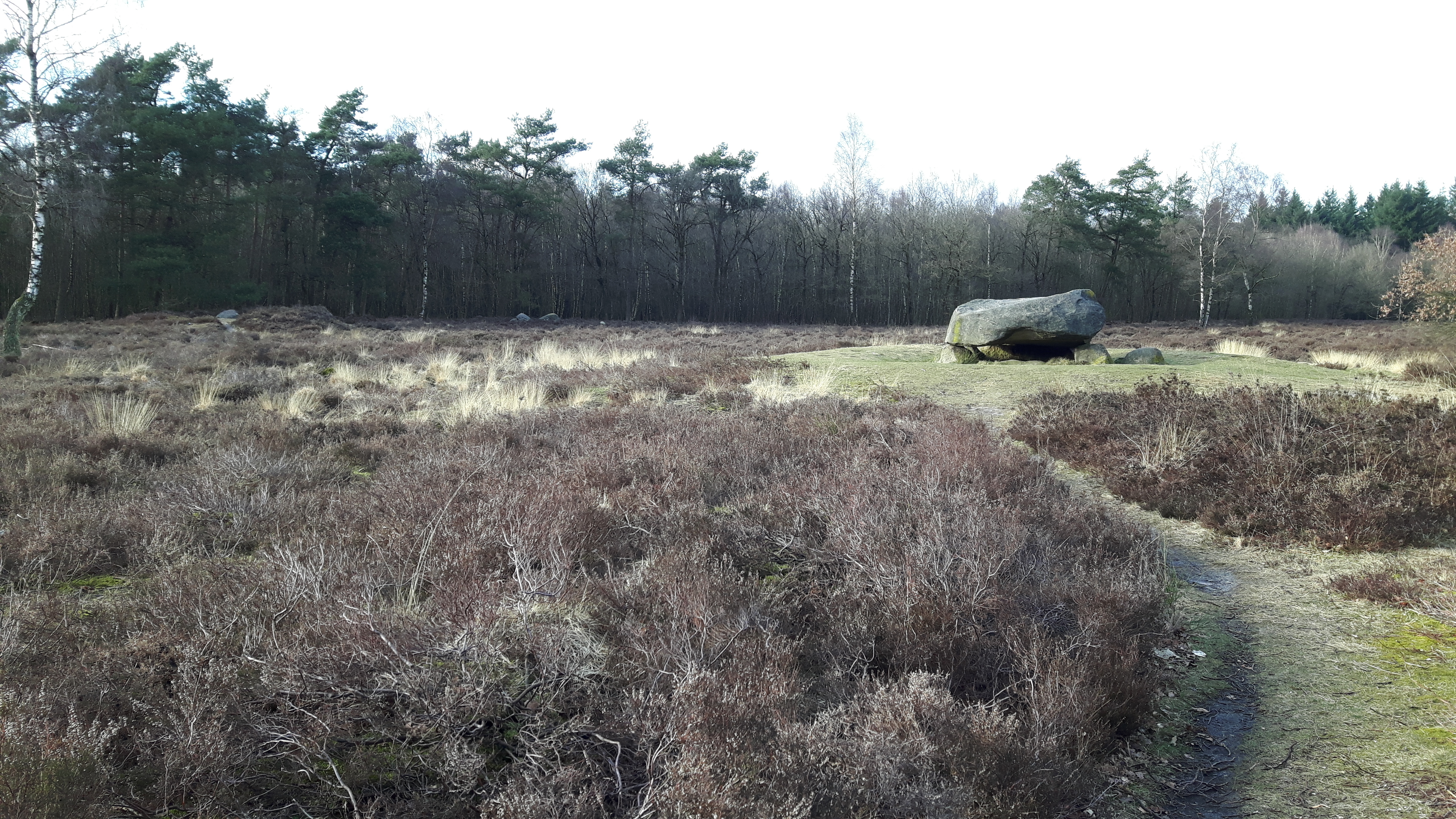
D38, D39 en D40

Hunebed D40 ligt samen met hunebedden D38 en D39 op een open plek in het Valtherbos iets ten noorden van Emmen in de Nederlandse provincie Drenthe. Het inmiddels verdwenen hunebed D39a lag hier vlakbij. D40 is de zuidelijkste van de drie.

## Bouw
Het hunebed wordt toegeschreven aan de trechterbekercultuur.
Het heeft slechts twee dekstenen, maar imponeert toch vanwege de grootte van deze stenen. Er zijn vier draagstenen. Er is nog een poortsteen aanwezig, de andere poortsteen was in de grafkamer terechtgekomen. De ingang is op het oosten gericht. Er zijn nog restanten van de dekheuvel zichtbaar, deze is in drie fasen opgebouwd.
Het hunebed is 4,9 meter lang en 3,6 meter breed.
De grootte van het hunebed lijkt op D22 en de vorm lijkt op G1.

## Geschiedenis
Het hunebed wordt vermeld op de Hottingerkaart (1788-1792).
In 1870 kocht de Staat der Nederlanden het hunebed van J. IJken te Emmen.
Van Giffen beschrijft het hunebed: "Het hunebed is, op de poort na, ongestoord en verkeert blijkbaar in den oorspronkelijken staat". Hij deed onderzoek naar deze dekheuvel, die veel keien bevatte, in 1918 en 1921. Van Giffen vond hierin een aanwijzing dat deze gebruikt werden om de dekstenen naar boven te slepen. Hij groef de dekheuvel af en vond ook de tweede poortsteen, maar plaatste deze niet terug. De heuvel werd na het onderzoek hersteld, maar deze is later weer verwijderd.
In de kamer en bij de ingang zijn tachtig stuks aardewerk uit de periode 3300 tot 3200 v.Chr. aangetroffen. Ook werden een drietal stenen werktuigen gevonden.
Het hunebed wordt in 1960 gerestaureerd.
J.N. Lanting onderzocht de restanten van de dekheuvel in 1987.

## Society of Antiquaries[6]
In Engeland ontstond in de jaren zeventig van de 19e eeuw bezorgdheid over de wijze waarop in Nederland hunebedden werden gerestaureerd. In die kringen was men vooral bezorgd dat met de restauraties het oorspronkelijk beeld van de situatie verloren zou gaan. De directeur van de Society of Antiquaries in Londen verzocht de oudheidkundigen William Collings Lukis en sir Henry Dryden om de staat waarin de hunebedden zich op dat moment bevonden nauwkeurig vast te leggen. Zij bezochten in juli 1878 Drenthe en brachten veertig hunebedden op de Hondsrug in kaart. Ze hebben opmetingen verricht en beschreven de aangetroffen situatie, die zij tevens vastlegden in een serie aquarellen. Hun rapportage aan de Society of Antiquaries verscheen echter niet in druk. Hun materiaal werd bewaard bij de Society of Antiquaries, het Guernsey Museum & Art Gallery en het Drents Museum. Het Ashmolean Museum in Oxford bezit kopieën van hun werk. In 2015 publiceerde de Drentse archeoloog dr. Wijnand van der Sanden alsnog hun werk. Hij voorzag hun materiaal van een uitgebreide inleiding. Ook schetste hij de ontwikkelingen met betrekking tot het archeologisch onderzoek van de hunebedden na hun onderzoek tot 2015. Hij gaf als oordeel dat het werk van Lukis en Dryden van hoge kwaliteit was. In het Drents Museum was in 2015 een tentoonstelling over het werk.
Hunebed D40 is weergegeven op Plan XXXIV. Lukis en Dryden bezochten het hunebed op 20 juli 1878. Het hunebed lag in de dekheuvel. Het lagzuidoostelijk van de twee andere hunebedden op het veld, op een afstand van circa 36,5 meter van D39 en circa 51 meter van D38. Het hunebed had vijf draagstenen en bevatte in het verleden hooguit twee dekstenen. Er was nog een poorsteen aan de oostkant aanwezig. De sluitsteen aan de zuidzijde was verdwenen. De dekheuvel was circa 22 meter in diameter en was ongeveer 1,5 meter hoog. Het hunebed was eigendom van de staat.